# Guerre anglo-marri
Le guerre anglo-marri furono tre guerre combattute tra Impero britannico e la tribù pakistana dei Marri tra il 1840 ed il 1917 nel Belucistan nord-orientale, nell'odierno Pakistan.

## Prima guerra anglo-marri (1840)

### Contesto
Negli anni '40, i Beluci avevano ormai perso la loro identità nazionale dopo la morte di Mir Mehrab Khan, governante locale. La successiva sovranità britannica imposta sullo stato di Kalat aveva ulteriormente ridotto il potee dei Beluci.
Nel contempo, in mancanza di un accordo coi Beluci e senza consultarli, venne formalizzata una mutua assistenza tra l'India britannica ed il regno dell'Iran con l'intento di ridistribuire i territori del Belucistan tra le due potenze.
Secondo Mir Khuda Bakhsh Marri, l'invasione di Kalat e la morte di Mir Mehrab Khan per mano dell'impero britannico, aveva aperto le porte all'interferenza militare e politica degli inglesi nell'area che da un lato riaccese il nazionalismo locale.

### Cause
Le relazioni sempre peggiori col popolo Marri iniziarono a creare dei problemi agli inglesi nel 1840 per via dei diversi attacchi mossi alle comunicazioni dell'armata di sir John Keane presso il Passo di Bolan. Nel marzo del 1840, sir John Keane decise che era ormai giunto di rispondere ai Marri.

### Le battaglie di Kahan
Venne così organizzata una spedizione punitiva contro i Marri, che però per gli inglesi si concluse in un fallimento tragico. Il maggiore Claiborne venne respinto presso il passo Naffusak, perdendo 179 uomini, e con 92 feriti su 650 uomini a sua disposizione. Molti di questi morirono per il caldo e la disidratazione. Il forte di Kahan venne costretto a capitolare con i pieni onori di guerra.

### Conseguenza
La prima guerra anglo-marri fu disastrosa per gli inglesi e per quanto questi avessero tenuto il forte di Kahan per tutta la campagna, non furono in grado di assicurarsi una linea continua di rinforzi. I Marri erano del resto abituati ai pericoli presenti nella regione, conoscendo molto bene il territorio, il che li rese particolarmente efficaci nella campagna.
Dopo questa guerra, nel 1843, i Marri insorsero nuovamente contro gli inglesi ed in particolare contro l'occupazione di Sindh da parte delle truppe britanniche. L'ufficiale coloniale Richard Isaac Bruce scrisse sui Marri:
″I Marri sono considerati assolutamente incorreggibili e sono dei senza legge su ogni fronte. È stato emesso un proclama alla frontiera che offriva come ricompensa dieci rupie per ogni Marri catturato."

## Seconda guerra anglo-marri - 1880
Nel 1880, durante la seconda guerra anglo-afghana, i Marri compirono diversi raids sulle linee di comunicazioni inglesi, trovandosi poi a saccheggiare convogli per un totale di 150 000 rupie di depredazioni. 49 soldati inglesi morirono nelle operazioni ed altri vennero feriti. Una forza di 3070 soldati britannici al comando del brigadiere generale Macgregor venne quindi inviata nel paese. Di fronte all'esercito nemico, meglio organizzato, la tribù dei Marri finì per accordarsi con gli inglesi per il pagamento di 32 500 sterline e la fine delle ostilità, oltre alla cessione di ostaggi provenienti da famiglie influenti, e dovettero subire la confisca delle terre di QatMundai per i successivi 40 anni.

## Terza guerra anglo-marri - 1917
Durante la prima guerra mondiale, le forze britanniche si trovarono a corto di reclute e per questo iniziarono una campagna di reclutamento degli uomini della tribù dei Marri, i quali si rifiutarono categoricamente di servire gli inglesi. Pertanto sorsero degli scontri tra le due parti; gli inglesi fronteggiarono le truppe guidate dai generali Mir Khuda e Dad Khan Marri, con centinaia di morti da ambo i lati. Mir Khudedad Khan Marri si uccise con altri suoi due fratelli e 16 altri Marri. Anche di fronte a queste sofferenze, i Marri continuarono ad opporsi alla coscrizione obbligatoria e solo con la loro sconfitta dovettero cedere agli inglesi.